# Saxicola sibilla
La tarabilla malgache (Saxicola sibilla) es una especie de ave paseriforme de la familia Muscicapidae endémica de Madagascar. 

## Descripción

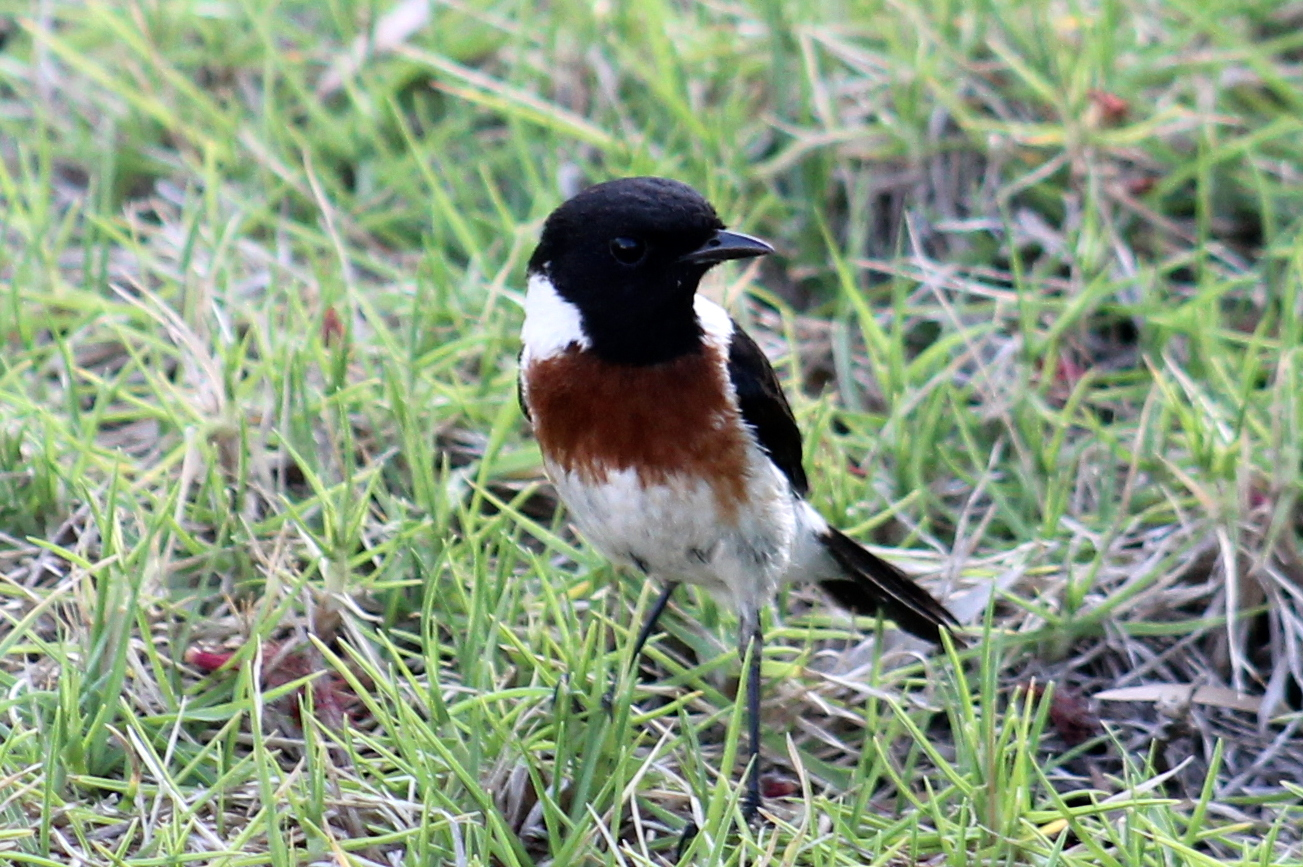
El macho de tarabilla malgache tiene más negro en la garganta que la tarabilla africana.

Es un pájaro pequeño muy similar en plumaje y comportamiento a la tarabilla africana, pero de la que se puede distinguir por la mayor extensión del negro en su garganta y la mínima presencia de color castaño anaranjado en la parte superior del pecho de los machos.

## Taxonomía
En 1760 el zoólogo francés Mathurin Jacques Brisson incluyó una descripción de la tarabilla malgache en su obra Ornithologie que se basaba en un ejemplar recolectado en Madagascar. La nombró con en nombre francés de Le traquet de Madagascar y el latino Rubetra Madagascariensis. Aunque Brisson acuñó nombres en latín, estos no cumplieron las normas de la nomenclatura binomial y no son reconocidos por la Comisión Internacional de Nomenclatura Zoológica. Cuando Linneo actulizó su obra Systema Naturae en 1766 para su 12.ª edición, añadió 240 especies que habían sido descritas anteriormente por Brisson. Una de estas fue la tarabilla malgache. Linneo incluyó una breve descripción, con el nombre binomial Motacilla sibilla y citó la obra de Brisson. El nombre específico, sibilla, procede el latín sibilare «silbar». Esta especie se clasifica en la actualidad en el género Saxicola, que fue creado por el naturalista alemán Johann Matthäus Bechstein en 1802.
Durante mucho tiempo la tarabilla malgache fue considerada una subespecie de la tarabilla africana (como Saxicola torquatus sibilla), pero los análisis genéticos demostraron la diferencia, y que estaba más cercanamente emparentada con la tarabilla de Reunión que con la tarabilla africana, por lo que ahora se considera una especie separada. Se reconocen tres subespecies.